# Енніо де Кончіні
Енніо де Кончіні (італ. Ennio De Concini; 9 грудня 1923, Рим — 17 листопада 2008, там же) — італійський сценарист і режисер, виграв премію Американської кіноакадемії в 1962 році за «Найкращий оригінальний сценарій» за фільм «Розлучення по-італійськи».
Він був одним з сценаристів фільму 1969 року «Червоний намет» з Шоном Коннері в головній ролі, який був заснований на оповіданні про невдалу експедицію Умберто Нобіле 1928 року на Північний полюс на дирижаблі «Italia». Серед інших його 60 фільмів: «Твіст» (1976), «Чотири вершники Апокаліпсису» (1975), «Гітлер: Останні десять днів» (1973), «Війна світів» (1961), «Маска Сатани» (1960), «Довга ніч 1943» (1960), «Крик» (1957), «Війна і мир» (1956), і «Мамбо» (1954).